# Welterbe in Uruguay

Zum Welterbe in Uruguay gehören (Stand 2021) drei UNESCO-Welterbestätten, allesamt Stätten des Weltkulturerbes. Uruguay ist der Welterbekonvention 1989 beigetreten, die erste Welterbestätte wurde 1995 in die Welterbeliste aufgenommen. Die bislang letzte Welterbestätte wurde 2021 eingetragen.

## Welterbestätten
Die folgende Tabelle listet die UNESCO-Welterbestätten in Uruguay in chronologischer Reihenfolge nach dem Jahr ihrer Aufnahme in die Welterbeliste (K – Kulturerbe, N – Naturerbe, K/N – gemischt, (G) – auf der Liste des gefährdeten Welterbes).
| Bild             | Bezeichnung                                                          | Jahr | Typ | Ref. | Beschreibung |
| ---------------- | -------------------------------------------------------------------- | ---- | --- | ---- | --- |
| (weitere Bilder) | Historisches Viertel der Stadt Colonia del Sacramento (Lage)         | 1995 | K   | 747  | Historischer Stadtkern von Colonia del Sacramento, der ältesten Stadt Uruguays |
| (weitere Bilder) | Industrielandschaft von Fray Bentos (Lage)                           | 2015 | K   | 1464 | Die Industrielandschaft von Fray Bentos ist ein frühes Beispiel für die Industrialisierung der Lebensmittelherstellung. 1863 gründete der deutsche Ingenieur Georg Christian Giebert in Fray Bentos die weltweit erste Fleischextrakt-Fabrik.                                                                               |
| (weitere Bilder) | Die Ingenieurbaukunst von Eladio Dieste: Kirche von Atlántida (Lage) | 2021 | K   | 1612 | Die Kirche ist ganz aus Backstein erbaut. Der Grundriss ist im Prinzip rechteckig, aber sowohl Wände als auch die Decke/das Dach sind wellenförmig geschwungen. Eladio Dieste war ein uruguayischer Architekt und Bauingenieur, der in Uruguay viele öffentliche, industrielle, kommerzielle und religiöse Gebäude entwarf. |

## Tentativliste
In der Tentativliste sind die Stätten eingetragen, die für eine Nominierung zur Aufnahme in die Welterbeliste vorgesehen sind.

### Aktuelle Welterbekandidaten
Derzeit (2021) sind sechs Stätten in der Tentativliste von Uruguay eingetragen, die letzte Eintragung erfolgte 2015. Die folgende Tabelle listet die Stätten in chronologischer Reihenfolge nach dem Jahr ihrer Aufnahme in die Tentativliste.
| Bild                                                                         | Bezeichnung                                                                         | Jahr | Typ | Ref. | Beschreibung |
| ---------------------------------------------------------------------------- | ----------------------------------------------------------------------------------- | ---- | --- | ---- | --- |
| Chamangá: Gebiet der Felsenkunst                                             | Chamangá: Gebiet der Felsenkunst                                                    | 2005 | K   | 2033 | |
| Inseln und Bucht von Colonia del Sacramento                                  | Inseln und Bucht von Colonia del Sacramento                                         | 2005 | K   | 2034 | geplante Erweiterung der Welterbestätte von Colonia del Sacramento (Ref. 747)                                               |
| Maritime Promenade La Rambla der Stadt Montevideo                            | Maritime Promenade La Rambla der Stadt Montevideo (Lage)                            | 2010 | K   | 5594 | 22 Kilometer lange Uferstraße der uruguayischen Hauptstadt Montevideo.                                                      |
| Moderne Architektur des 20. Jahrhunderts der Stadt Montevideo                | Moderne Architektur des 20. Jahrhunderts der Stadt Montevideo                       | 2010 | K   | 5595 | |
| Quartier Peñarol: Die historische Altstadt und Eisenbahn-Industrielandschaft | Quartier Peñarol: Die historische Altstadt und Eisenbahn-Industrielandschaft (Lage) | 2014 | K   | 5923 | Stadtviertel von Montevideo mit einem ehemaligen Fabrikgelände der Ferrocarril Central del Uruguay und Eisenbahner-Häusern. |
| Kulturlandschaft Isla de Flores und seine Schiffahrtsgeschichte              | Kulturlandschaft Isla de Flores und seine Schiffahrtsgeschichte (Lage)              | 2015 | K   | 5969 | |

### Ehemalige Welterbekandidaten
Diese Stätten standen früher auf der Tentativliste, wurden jedoch wieder zurückgezogen oder von der UNESCO abgelehnt. Stätten, die in anderen Einträgen auf der Tentativliste enthalten oder Bestandteile von Welterbestätten sind, werden hier nicht berücksichtigt.
| Bild                                  | Bezeichnung                           | Jahr      | Typ | Ref. | Beschreibung |
| ------------------------------------- | ------------------------------------- | --------- | --- | ---- | --- |
| Palacio Legislativo                   | Palacio Legislativo (Lage)            | 1995–2016 | K   | 797  | |
| Gruta del Palacio                     | Gruta del Palacio                     | 1998–1998 | N   | 878  | |
| Das Werk des Ingenieurs Eladio Dieste | Das Werk des Ingenieurs Eladio Dieste | 2010–2021 | K   | 5596 | Eladio Dieste war ein uruguayischer Architekt und Bauingenieur, der in Uruguay viele öffentliche, industrielle, kommerzielle und religiöse Gebäude entwarf. Der Vorschlag auf der Tentativliste enthielt zahlreiche Gebäude u. a. Montevideo Shopping, Banco de Seguros del Estado und das Lagerhaus „Julio Herrera y Obes“ im Hafen von Montevideo; Agroindustrias Domingo Massaro S.A. in Canelones, Kirche von San Pedro in Durazno, Packen Caputto, Salto Busbahnhof, Parador Ayuí in Salto; Azucitrus S.A. in Paysandú etc. Letztendlich wurde lediglich die Kirche von Atlántida zum Welterbe erklärt. |